# Hired Team: Trial
Hired Team: Trial – strzelanka pierwszoosobowa stworzona i wydana 30 kwietnia 2001 przez New Media Generation.

## Fabuła
Fabuła gry ma miejsce w roku 2090 w megamieście Shine. Gracz wciela się w postać policyjnego kadeta mającego przejść wyczerpujący trening przed czynną służbą w policji.

## Rozgrywka
W grze dostępne są misje polegające na zdobyciu odpowiedniej liczby punktów, przy czym dostępnych jest kilka trybów gry: deathmatch, team deathmatch oraz dominacja.
Dodatkowo gracz może zmienić wygląd awatara, możliwe jest też wydawanie poleceń botom. Gracz na każdej planszy może wspomóc się apteczkami, pancerzami i innymi bonusami, które zwiększają liczbę punktów życia i pancerza lub zmniejszają liczbę doznawanych obrażeń. Choć Hired Team: Trial ma zaimplementowany tryb jednoosobowej rozgrywki, to został stworzony przede wszystkim jako gra do rozgrywek wieloosobowych.

### Infiltracja
Tryb rozgrywki wprowadzony w grze komputerowej FPS Hired Team: Trial, jest bardzo podobny do zdobądź flagę. W tym trybie gracze podzieleni są na dwie drużyny: atakujących i broniących. Drużyna atakująca ma za zadanie odebrać flagę przeciwnej drużyny z jej bazy i dostarczenia do swojej bazy. Drużyna broniąca natomiast musi bronić swojej flagi przed atakującymi. W grze Hired Team: Trial atakujący za dostarczenie flagi do bazy na specjalne miejsce otrzymują 25 punktów. Broniący otrzymują 10 punktów za każdego zabitego członka przeciwnej drużyny. Gra kończy się w momencie upływu czasu bądź zdobyciu przez którąś drużynę 100 punktów.